# コグ船

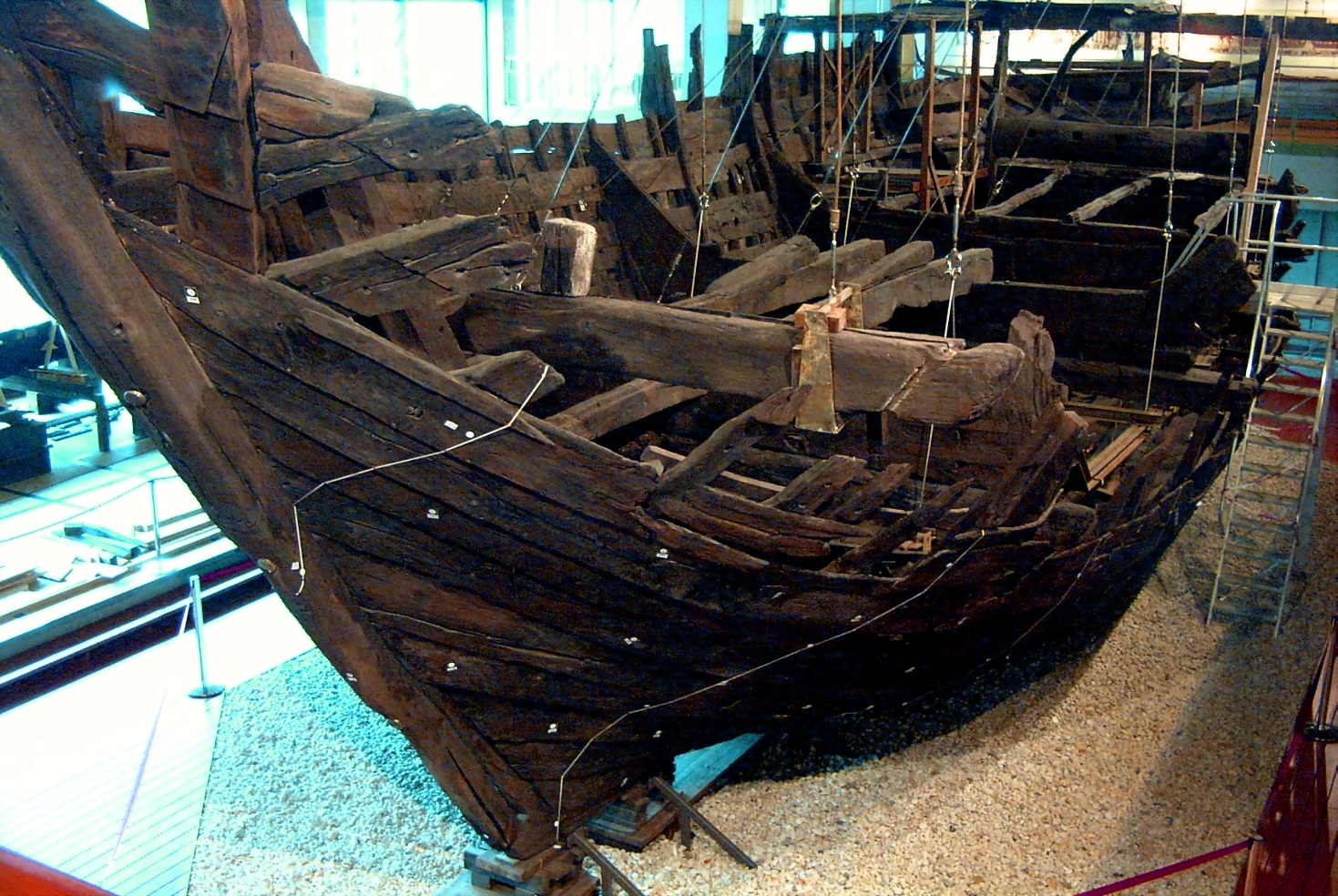
コグ船の発掘物から再構築したもの

コグ船（コグせん、英語: cogs、cog-built vessels）は、12世紀頃から広く使われた船である。コグ船は一般にバルト海沿岸地方で豊富な木材であったオークで造られた。この船は一本マストで一枚の横帆を備えたものであった。この横帆のみの装備では風上に向かって帆走することはできなかったが、乗組員が少なくても操船でき、運航費用を下げることができた。この船は中世ヨーロッパの特にバルト海での主に海上貿易に使われた。

## 構造

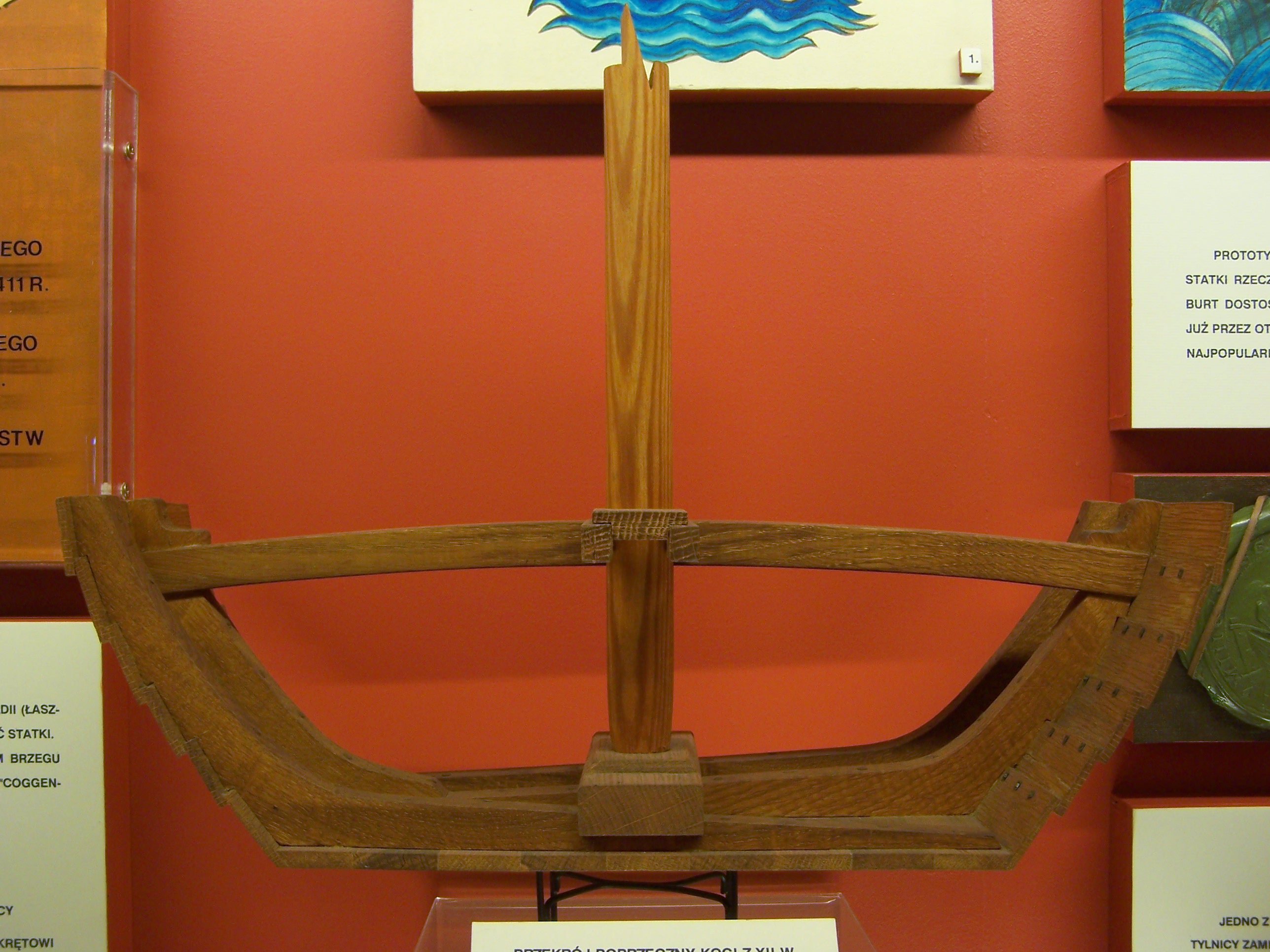
船腹の断面

コグ船の構造は、中間部では平滑に継ぎ合わされた平底であり、両端（船首と船尾）に近づくにつれ重ね継ぎされた船腹外板に変わっていくものだった。船腹は通常ビルジ（bilge、船底にあって浸水した水を溜めておく部位）の外板を始点に外板を重ね継ぎしていく構造で、板は打ち込んだ鉄釘の両端を曲げて固定した。竜骨は、というよりも竜骨部の板であるが、その傍の翼板よりはやや厚いだけであり、突合せ継ぎ手の溝（en:rabbet）はなかった。船首と船尾の柱材は真っ直ぐでやや長く、竜骨板にはフック(hook)と呼ばれる中間材で接続された。竜骨板の下面はフックと柱材の突合せ溝で止まり、上面は柱材の外面に釘付けされた。通常、水密性を上げるために突合せ部に曲面の溝をつくりタールに漬けた苔を詰め、薄い木片(lath)で覆い、シンテル(sintel)と呼ばれる金属製の止め金で固定した。最後に、船尾に当時の北欧特有の発展を遂げた舵を吊るして、コグ船の完成である。

## 歴史

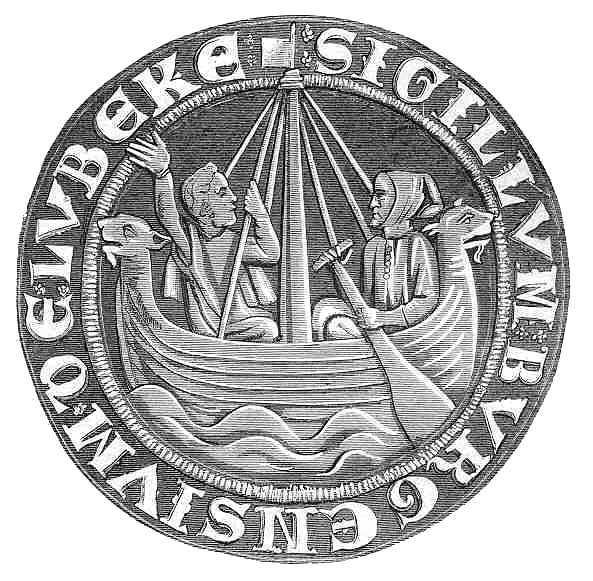
リューベックのシール。小さすぎるコグ船に乗っている

コグという呼び方は948年にアムステルダムの近くのムイデン（en:Muiden）で初めて使われている。初期のコグ船は、当時の北欧で貿易船の主力であったノルウェーのクナールの影響を受けていた。ただし、クナールは舵取り用のオールを用いており、1240年頃までは北欧で舵を使ったという史料はない。
現代の考古学的史料によれば、最初期のコグ船はユトランド半島西部のフリースラント沿岸で作られた可能性が高い。コグ船を実際に海上貿易に転用するようになったのは、ヨーロッパの東西で活発に交易が行われた時期だけではなく、リムフィヨルドの西側入り口が砂州により閉塞されたことに直接の答えを求めることができる。何世紀もの間、ユトランド半島北部のリムフィヨルドは北海とバルト海を結んでかなり安全な航路を提供していた。その西端部にある北海側の口では、潮流などにより砂州が発達し、その水路は砂で埋められ、12世紀頃までには完全に閉塞された。この変化に対し人々は新たなことを始めた。砂州上を牽引によって通過することができない大型の船はユトランド半島を北へ、危険なスカゲン(en:Skagen)岬を巡りバルト海に向かうことになった。このことはそれまでの船の構造に大きな変化をもたらした。それは最初期のコグ船発掘物Kollerup, Skagen, および Koldingの変遷を分析することで分かる。

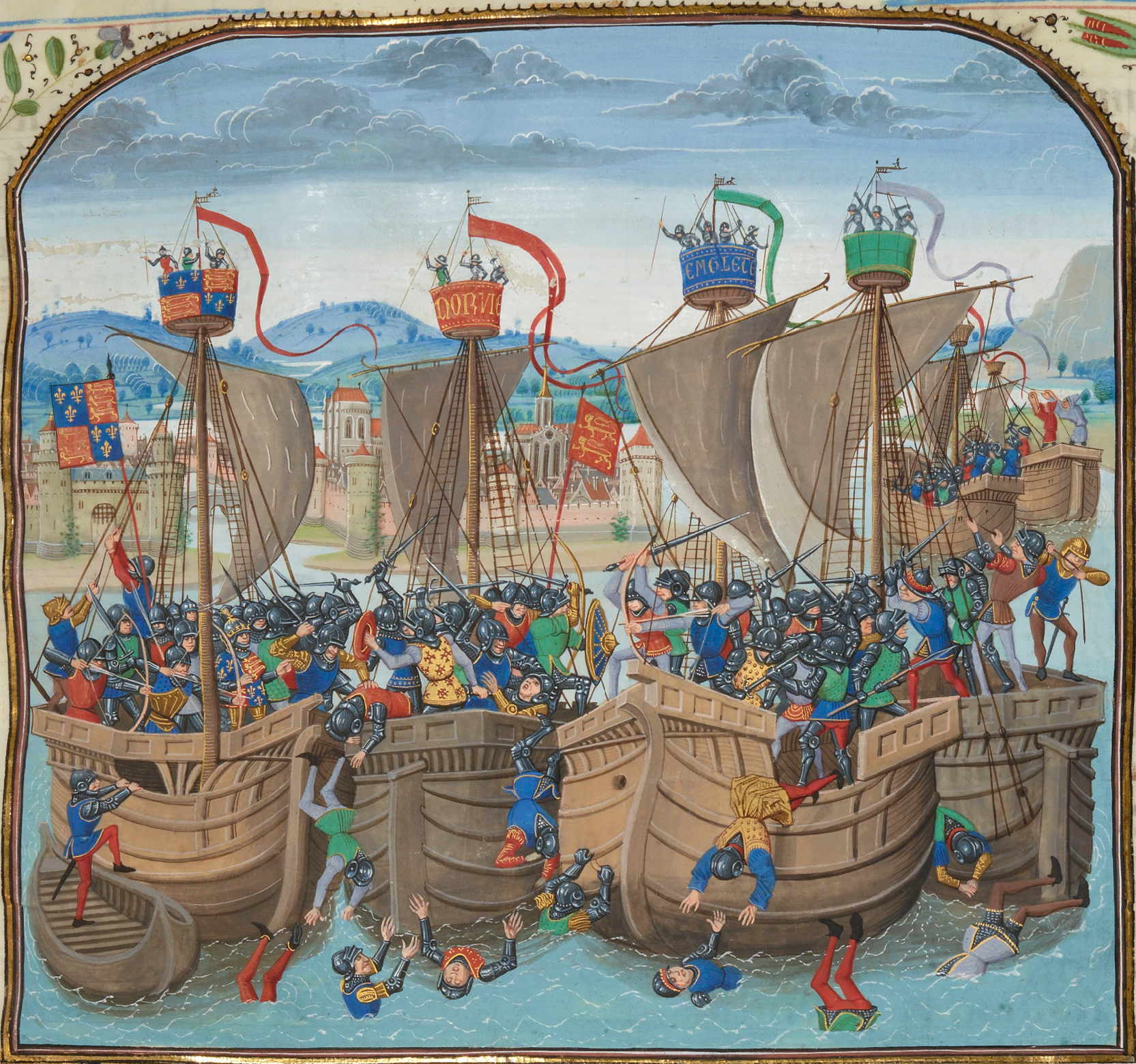
スロイスの海戦

広々とした比較的安価にできる船の必要性があり、ハンザ同盟の最初の馬車馬たるコグ船が開発された。この新しく改良されたコグ船は、もはや単なるフリースラント沿岸だけのものではなく、海上貿易にも使える作りがしっかりしたものになり、最も危険な水路をも航行できるものになった。海賊に対する防御のために船首と船尾には防御楼(castle)が設けられたり、戦闘用に用いられたりした。1340年のスロイスの海戦の例もある。
最終的に14世紀頃、コグ船の構造は限界に達し、早急な代替船が望まれるようになった。しかし代替船は既にあり時流が来るのを待っていた。そのハルク船がコグ船から生まれたという証拠はないが、この2種の船について14世紀や15世紀に多くの技術的な考えの交流があったのは確かである。本質的にコグ船からハルク船への移行は直線的なものではなかった。ある学説では、2種の船は何世紀も共存し多様な変遷を遂げたとも言われている。